# Bajzáth család
A pészaki nemes és báró Bajzáth család egy XVII. századból eredő magyar nemesi, majd főnemesi család.

## Története
A családban elsőként említett Bajzáth István kapta a nemesi címerlevelet 1669. január 24-én. Eredetileg a család Bars vármegyében, Nagysallón élt. Nemességük ellenére egészen szegényesen éltek, míg az 1739-ben elhunyt György fia, József, a későbbi veszprémi püspök meg nem szerezte családjának a Torontál vármegyei Pészak község birtokát. 1799 szeptember 6-án már a pészaki előnevet is megkapták. Ugyancsak az említett püspök volt az, aki miatt az iszkaszentgyörgyi uradalmat is birtokolhatta a család. A Bajzáthok közül György szerezte az osztrák bárói címet 1859. március 21-én, aki többek között a pápai Szent Gergely-rend kommendátora, Fejér vármegye másod-alispánja és Székesfehérvár királyi biztosa is volt.

## Címere
A családnak két címere is volt. Ezek a korabeli leírások szerint:
A család nemesi címere a pajzs kék udvarában hátulsó lábain ágaskodó oroszlán, első jobb lábával kivont kardot tartva. A pajzs fölött szintén az.
A bárói címerben a négyfelé osztott pajzs 1. és 3. udvarát szintén nemesi címer foglalja el; a 2. és 4. vörös udvarban arany koronán ezüst kettős kereszt látható. A pajzs fölött szintén a leirt oroszlán.

## Nevezetes családtagok
- Bajzáth György (1791–1869) királyi tanácsos, a pápai Szent Gergely-rend kommendátora
- Bajzáth János (1734–1811) Fejér vármegye táblabírája
- Bajzáth József (1720–1802) veszprémi megyés püspök, alkancellár